# Аграненко, Захар Маркович
Захар Маркович Аграненко (настоящая фамилия Ерухимович; 6 июля 1912 года, Санкт-Петербург — 24 октября 1960 года, Москва) — советский драматург и режиссёр.

## Биография
Родился в Санкт-Петербурге в семье Шмерки Мордковича Ерухимовича; семья жила на Невском проспекте, дом № 124. В 1937 году окончил ГИТИС (режиссёрский факультет).
С 1937 года работал режиссёром в театрах Ленинграда. Ставил спектакли в Большом драматическом театре г. Ленинграда — «Русский вопрос» в 1947 г., «Чужая тень» и другие.
Захар Аграненко написал пьесы «Добро пожаловать» («Крестовский остров», в соавторстве с А. П. Штейном, 1942, театр Балтфлота, Ленинград; фронтовой филиал Театра им. Вахтангова), «Земля подтверждает» (в соавторстве с И. Бару, 1943, театр Балтфлота), «Новый год» (1949, ЦТСА) и «Шестьдесят часов» (1954, МДТ имени Пушкина). В годы Великой Отечественной войны воевал в народном ополчении под Ленинградом, затем служил заведующим литературной частью Театра Балтийского флота, капитан административной службы. Награждён орденом Красной Звезды, медалями. Член ВКП(б) с 1945 года.
С 1955 года — режиссёр киностудии «Мосфильм». Поставил фильмы, посвящённые героическим событиям Великой Отечественной войны. Как кинорежиссёр и сценарист — автор фильмов «Ленинградская симфония» (1957), «Бессмертный гарнизон» (1956) и другие, автор сценариев (совместно с К. М. Симоновым) фильмов: «Жизнь Андрея Швецова», «Второй караван».
Урна с прахом захоронена в колумбарии Новодевичьего кладбища.